# 妮诺·布尔贾纳泽
妮諾·布爾賈納澤（發音：[ˈnino ˈbuɾdʒanadze]；1964年7月16日—）是一位格鲁吉亚政治人物，2001年11月至2008年6月担任格鲁吉亚议會議長，2003年11月23日至2004年1月25日和2007年11月25日至2008年1月20日曾两次任格鲁吉亚代總統。

## 生平
布爾賈納澤於1964年7月16日生於同國的庫塔伊西。1986年從第比利斯國立大學的法律系畢業。1986年到1990年之間在莫斯科國立大學研究生院留學。1990年取得國際法副博士畢業。之後1991年開始在第比利斯國立大學国际法和国际关系系擔任副教授主任。
布爾賈納澤本身是親歐派，她曾表示格鲁吉亚應該儘快加入歐盟。
1995年初次當選國會議員，1995年—1999年担任议会宪法、法律问题法制委员会主席。之前她屬於愛德華·谢瓦尔德纳泽的政黨－CUG（格鲁吉亚公民聯盟，Citizen's Union of Georgia）。並且於1999年再次当选议员，任议会对外关系委员会主席，并擔任格鲁吉亚的司法部長，之後轉任外交部長。2000年退出谢瓦尔德纳泽领导的公民联盟，同年开始擔任歐洲安全暨合作組織议会副主席，2001年11月9日当选格鲁吉亚议会议长，成为格鲁吉亚历史上第一位女议长。2001年-2002年間擔任黑海经济合作组织的議會集會委員長。
2003年11月，格鲁吉亚因议会选举问题引发政治危机。在格鲁吉亚当局反对派11月22日占领议会大楼、总统谢瓦尔德纳泽宣布全国进入紧急状态后，布尔贾纳泽宣布自己替代谢瓦尔德纳泽“履行总统职责”。11月23日，谢瓦尔德纳泽迫于反对派压力辞去总统职务后，根据格鲁吉亚宪法，布尔贾纳泽正式担任格鲁吉亚代总统，成為該國首位女性總統，任期到45天后举行总统选举为止。

## 家庭
布尔贾纳泽已婚，有两个孩子。